# Révolution internationale

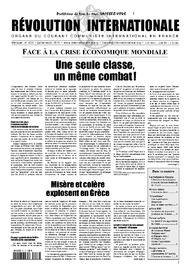
Un numéro du journal Révolution internationale.

Révolution internationale est le nom du journal mensuel du Courant communiste international (CCI) et de sa section territoriale en France.
À ses débuts, en 1968, Révolution internationale est une revue ronéotypée, tirée à la main et vendue en librairie, dans les marchés, les manifestations et devant les usines. C'est l'expression du groupe Révolution internationale, qui deviendra plus tard la section en France du CCI.
Dans les années 1980, Révolution internationale devient la presse mensuelle de la section du CCI en France (à ne pas confondre avec l'organisation trotskiste Courant communiste internationaliste). Elle est alors publiée en format journal.

## Journaux semblables
D'autres sections territoriales du CCI publient leur journal :
- World Revolution (Grande-Bretagne)
- Internationalism (États-Unis)
- Weltrevolution (Allemagne et Suisse)
- Accion Proletaria (Espagne)
- Revolucion Mundial (Mexique)
- Internacionalismo (Venezuela)
- Rivoluzione Internazionale (Italie)
- Internationalisme (Belgique, en français et en néerlandais)
- Wereld Revolutie (Pays-Bas)
- Internationell Revolution (Suède)
- Communist Internationalist (Inde)

Outre cette presse mensuelle, le CCI publie également la Revue internationale, paraissant de façon trimestrielle en anglais, espagnol et français, ainsi que des brochures sur les principales questions intéressant le mouvement ouvrier et des livres sur les principales composantes historiques de la Gauche communiste (Gauches italienne, germano-hollandaise, russe, anglaise, française).

## Pour approfondir